# Marcusenius angolensis
Marcusenius angolensis és una espècie de peix pertanyent a la família dels mormírids i a l'ordre dels osteoglossiformes.

## Etimologia
Marcusenius fa referència a l'alemany Johann Marcusen (el primer ictiòleg a estudiar els mormírids de forma sistemàtica), mentre que l'epítet angolensis al·ludeix a Angola.

## Descripció
Fa 13,5 cm de llargària màxima.

## Hàbitat i distribució geogràfica
És un peix d'aigua dolça, demersal, potamòdrom i de clima tropical, el qual viu a Àfrica: les planes d'inundació amb vegetació riberenca dels rius Cuanza, Cunene i el curs superior del Zambezi a Angola, i el riu Kasai i el curs mitjà del riu Congo a la República Democràtica del Congo. És possible que també habiti el llac Pool Malebo.

## Observacions
És inofensiu per als humans, forma part de la dieta humana local, el seu índex de vulnerabilitat és baix (12 de 100) i la seua principal amenaça és la possible construcció de preses al riu Cuanza, la qual cosa alteraria els seus patrons de migració i l'estabilitat de la vegetació del seu hàbitat.